# Hunayn ibn Ishaq

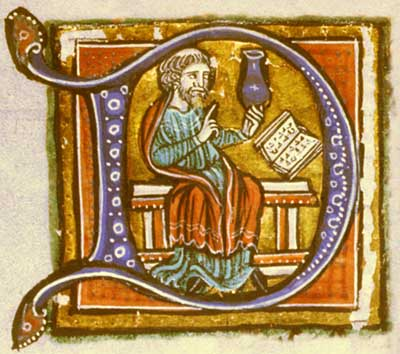
Capolettera d'un manoscritto dell'Isagoge raffigurante Hunayn ibn Ishaq

Ḥunayn ibn Isḥāq (in siriaco Hunein Bit Ishak; in arabo أبو زيد حنين بن إسحاق العبادي‎?, Abū Zayd Ḥunayn ibn Isḥāq al-ʿIbādī; in latino Iohannitius o Ioannitius) (al-Hira, 808 – Samarra, 873) è stato un medico, traduttore e filosofo siro, notissimo in Oriente e in Occidente per la sua opera di traduttore di studi scientifici e medici dal greco all'arabo.

## Biografia

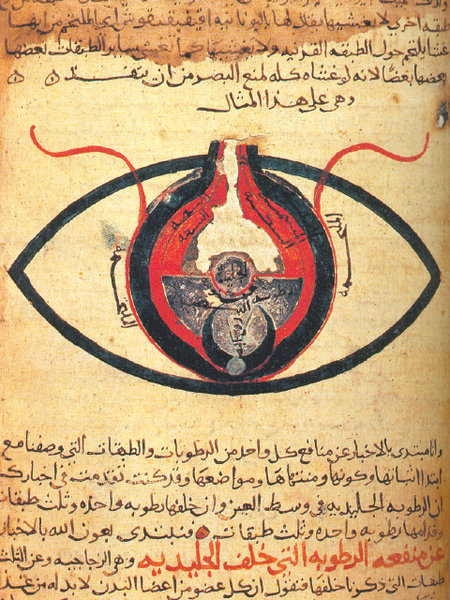
Fisiologia dell'occhio secondo Ḥunayn ibn Isḥāq (manoscritto del XIII secolo conservato nella Dār al-Kutub del Cairo)

Ḥunayn nacque ad al-Hira, presso Kufa, figlio di un farmacista cristiano nestoriano.

### Origine etnica
Le fonti storiche arabe si riferiscono a lui come a un arabo. Sul suo presunto essere arabo si sono espressi Ibn Khallikan, Ibn Abī Uṣaybiʿa, e alcune moderne fonti occidentali. Altre moderne fonti si riferiscono invece a lui sostenendo che era un assiro.
È necessario chiarire che gli abitanti della Mesopotamia erano, sì, spesso arabofoni, ma come seconda lingua. Ḥunayn ibn Isḥāq, infatti, non può essere definito un arabofono di nascita, dal momento che parlava come lingua natia l'aramaico che, nella sua variante occidentale, viene definita siriaco.
Ibn Sina, nel suo Il Canone di medicina (al-Qānūn fī ṭibb) scriveva inoltre:
che significa: 
Egli confuse il termine ʿIbād (dalla radice araba <ʿ-b-d>, che significa "adorare Dio") con il nome di un'inesistente tribù.

### Alla Casa della Sapienza
Da giovane, Hunayn si recò a Baghdad, dove fu accolto nella scuola medica che si teneva sotto l'autorevole direzione di Yuhanna ibn Masawayh (Mesuè il Vecchio). Hunayn apprese il greco e cominciò privatamente a tradurre testi medici dal greco all'arabo. Grazie alla sua profonda conoscenza del greco entrò in contatto con diverse eminenti personalità del suo tempo.
Nell'830 gli fu affidata la guida della Bayt al-Ḥikma (Casa della Sapienza), la principale istituzione accademica araba del tempo, finanziata dagli Abbasidi allo scopo, tra l'altro, di tradurre in arabo le opere scientifiche di greci e romani. Decise quindi di recarsi nelle maggiori città greche alla ricerca di opere di filosofia, geometria, musica, aritmetica e medicina. Tornato a Baghdad tradusse, insieme ai suoi collaboratori, 129 opere di Galeno e della sua scuola in siriaco (per Jibrāʾīl Bukhtishu', medico personale del califfo al-Maʾmūn) ed altre trentanove opere in arabo (commissionate da un membro della famiglia Banu Musa, Muhammad). Grazie a questo enorme lavoro di traduzione, alcuni fondamentali contributi della scienza greca ed ellenistica sfuggirono alla totale distruzione e Hunayn divenne noto ai posteri, tanto nel Vicino Oriente quanto in Europa.
Tarde fonti medievali lo menzionano con il suo nome latinizzato di Iohannitius o Iohannitius Onan. Suo figlio Isḥāq b. Ḥunayn lo aiutò con traduzioni proprie e scrisse anch'egli vari libri di argomento medico-scientifico. Anche il figlio di suo fratello, Ḥubaysh b. al-Ḥasan al-Aʿsam, si mise in luce per averne seguito l'alto esempio.

## Opere

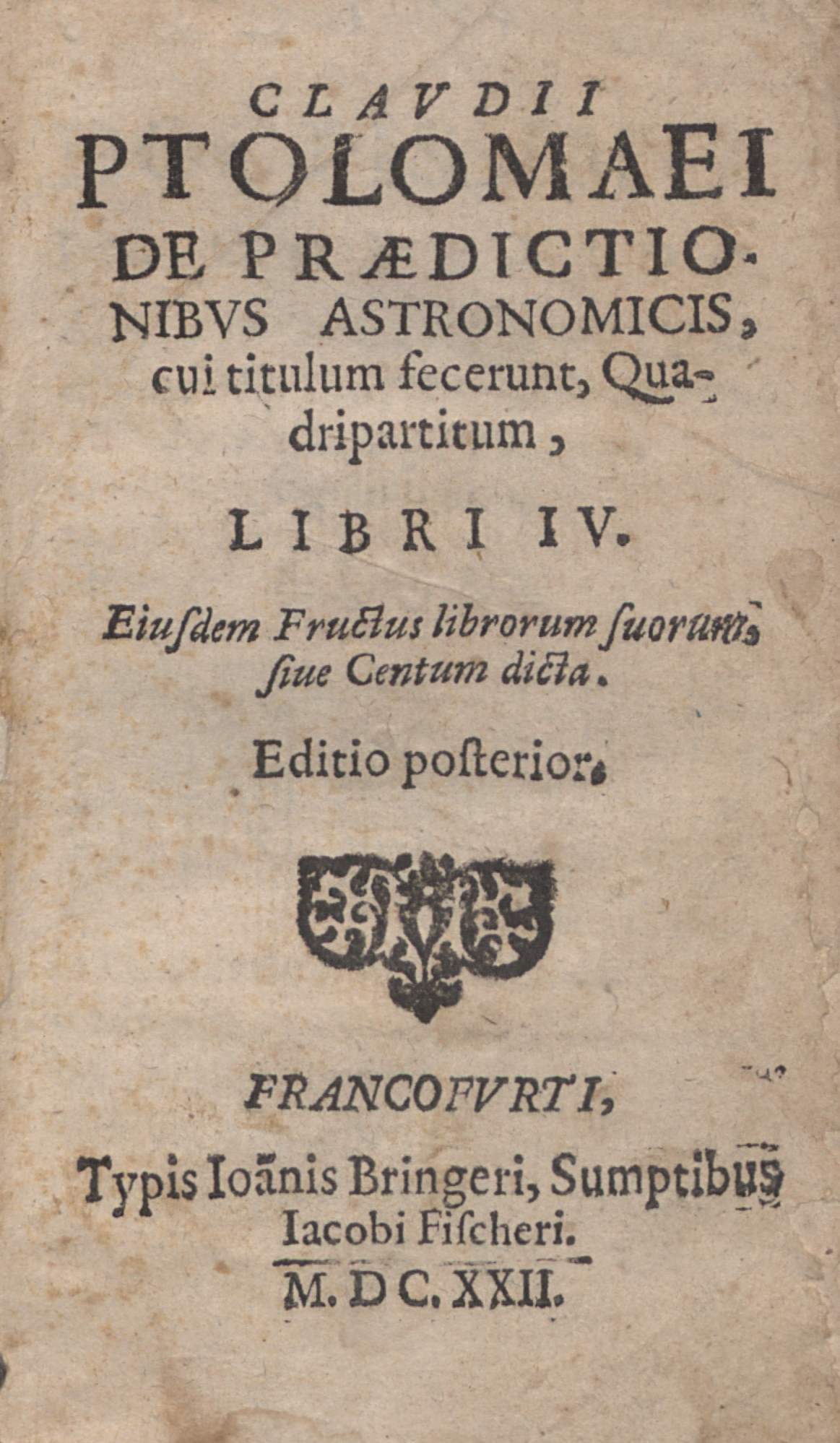
Quadripartitum, 1622

### Traduzioni
Ḥunayn ibn Isḥāq fu considerato uno dei migliori traduttori del suo tempo. Bilingue fin dall'infanzia, conoscendo perfettamente il siriaco e l'arabo, introdusse una nuova terminologia per rappresentare i suoni del greco nell'alfabeto arabo. Il suo lavoro fu così apprezzato che, quando le sue opere furono tradotte in Europa, le sue soluzioni fonetiche passarono direttamente nel latino medievale. Inoltre fu apprezzato per il suo metodo di usare come fonti per il suo lavoro più di un testo. In questo modo Ḥunayn tradusse numerosi trattati scientifici greci, la maggior parte dei quali di medicina e filosofia. Istruì vari traduttori nella Casa della Sapienza di Baghdad, che divenne un centro primario d'irradiazione culturale nel Vicino Oriente e, in un secondo tempo, nel mondo bizantino e latino.
Oltre a Galeno, Ḥunayn ibn Isḥāq tradusse Aristotele (le Categorie, la Fisica e i Magna Moralia), Platone (Repubblica, il Timeo e le Leggi), gli aforismi di Ippocrate, il De materia medica di Dioscoride Anazarbeo, le opere di Oribasio e di Paolo di Egina e il Quadripartitum (o Tetrabiblos) di Tolomeo. Si cimentò anche nella traduzione dell'Antico Testamento in arabo dalla versione in greco dei Settanta.

### Opere originali
Hunayn ibn Ishaq fu autore di trattati di medicina generale e di altri argomenti specifici, tra cui una serie studi sull'occhio che ebbero larga diffusione fino al XV secolo:
- «Dieci discorsi sull'occhio» (Kitab al-ʿAshr maqalat fi al-ʿayn), dell'860 circa: sono considerati il primo testo sistematico di oftalmologia;
- «Questioni di medicina per studenti» (Kitab al Masaʿil fi al tibb lilmutaʿallimin);
- «Introduzione alla medicina» (Kitab al-Mudkhal), un compendio di medicina galenica. Tradotto in latino, divenne il testo di consultazione più diffuso dell’epoca.

#### Kitāb al-mutawakkil
François Viré ha ipotizzato che Ḥunayn ibn Isḥāq possa essere l'autore del Kitāb al-mutawakkil, un esteso e dettagliato trattato di falconeria scritto in arabo. Nel 1236 l'imperatore Federico II di Svevia lo fece tradurre in latino. Il trattato si diffuse in tutta l'Europa medievale come De scientia venandi per aves. L'identità del suo autore è tuttora ignota.

### Ḥunayn e il califfo abbaside al-Mutawakkil
Ḥunayn ibn Isḥāq è altresì noto per il suo senso etico. Si narra che, per metterlo alla prova, il califfo abbaside al-Mutawakkil gli offrì una grande somma di denaro perché creasse per lui un veleno che voleva usare contro un suo nemico. Quando Ḥunayn rifiutò, il Califfo gli offrì una somma molto maggiore. Ḥunayn gli rispose affermando che ciò era contrario alla sua etica professionale, che era quella di guarire e non di procurare del male. Al-Mutawakkil dispose allora che fosse imprigionato e minacciò di giustiziarlo per la sua disubbidienza. Quando Ḥunayn rifiutò ancora una volta di accondiscendere alla volontà espressa dal califfo, al-Mutawakkil lo fece rinchiudere per alcuni mesi in carcere, prima di liberarlo e di ricompensarlo lautamente per la sua dirittura morale e per la sua integrità di uomo e di medico.